# 적불의
적불의(翟不疑, ? ~ ?)는 전한 중기의 제후로, 개국공신 적후의 증손이다.

## 생애
건원 3년(기원전 138년), 아버지 적가의 뒤를 이어 연후(衍侯)에 봉해졌다.
원삭 원년(기원전 128년), 조서를 소중히 하지 않고 옆구리에 끼고 다닌 죄로, 사구에 처하고 작위가 박탈되었다.

## 출전
- 사마천, 《사기》 권18 고조공신후자연표
- 반고, 《한서》 권16 고혜고후문공신표

| 전임 아버지 연절후 적가 | 전한의 연후 기원전 138년 ~ 기원전 128년 | 후임 (봉국 폐지) |